# Bjarne Johnsen (gymnast)
|  | For andre personer med dette navn, se Bjarne Johnsen |
Bjarne Johnsen (født 27. april 1892 i Bergen, død 4. september 1984 smst) var en norsk gymnast, som deltog i OL 1912 i Stockholm.
Ved OL 1912 var han med for Norge i holdkonkurrencen i frit system. Nordmændene vandt konkurrencen med 22,85 point, mens Finland på andenpladsen fik 21,85 og Danmark på tredjepladsen 21,25 point.